# Tropidonophis
Tropidonophis is een geslacht van slangen uit de familie toornslangachtigen en de onderfamilie waterslangen (Natricinae).

## Naam en indeling
De wetenschappelijke naam van de groep werd voor het eerst voorgesteld door Giorgio Jan in 1863. Er zijn 19 soorten, inclusief de pas in 2004 beschreven soort Tropidonophis dolasii. Jan noemde Tropidonophis als een ondergeslacht van het geslacht Tropidonotus. Hij gaf geen definitie van het taxon maar wel een lijstje van de soorten die hij ertoe rekende: T. seychellensis (Schlegel) uit de Seychellen; T. incertus Jan (nieuwe soort, in het Museum van Milaan; oorsprong onbekend); T. subradiatus Jan (uit Colombia) en T. picturatus (Schlegel) (uit Nieuw-Guinea en de Molukken).
In 1988 maakten Malnate en Underwood van Trophidonophis een apart geslacht en publiceerden er een uitgebreide beschrijving van. Ze duidden T. picturatus aan als de typesoort, omdat die net als de meeste andere soorten uit het geslacht voorkomt in Nieuw-Guinea. Het geslacht is verspreid over de Filipijnen, de Molukken, Nieuw-Guinea, de Bismarck-archipel en noordoostelijk Australië. De andere soorten die Jan opsomde hebben zij niet weerhouden in Trophidonophis omdat ze niet in dit gebied voorkomen: incertus, van onbekende oorsprong, kon er niet met zekerheid aan worden toegewezen; subradiatus werd beschouwd als een synoniem van Dendrophidion bivittatus; en seychellensis werd gerekend tot het geslacht Lycognathophis.

## Levenswijze
De vrouwtjes zetten eieren af op de bodem. Van de soort Tropidonophis mairii is bekend dat jonge exemplaren van de reuzenpad (Rhinella marina) worden gegeten. Deze giftige pad wordt in Australië als een invasieve soort gezien en wordt door andere predatoren juist gemeden.

## Verspreiding en habitat
De slangen komen voor in delen van Azië en leven in de landen Papoea-Nieuw-Guinea, Nieuw-Guinea, Indonesië en de Filipijnen. De soort Tropidonophis mairii komt daarnaast voor in Australië en is te vinden in de staten New South Wales, Noordelijk Territorium, Queensland en West-Australië.
De habitat bestaat uit vochtige tropische en subtropische bossen, zowel in bergstreken als in laaglanden, draslanden en tropische en subtropische drogere bossen.

## Beschermingsstatus
Door de internationale natuurbeschermingsorganisatie IUCN is aan zeventien soorten een beschermingsstatus toegewezen. Dertien soorten worden beschouwd als 'veilig' (Least Concern of LC), drie soorten als 'onzeker' (Data Deficient of DD) en een soort als 'kwetsbaar' (Vulnerable of VU).

## Soorten
Het geslacht omvat de volgende soorten, met de auteur en het verspreidingsgebied.
| Naam                           | Auteur                    | Verspreidingsgebied                       | Beschermingsstatus |
| ------------------------------ | ------------------------- | ----------------------------------------- | ------------------ |
| Tropidonophis aenigmaticus     | Malnate & Underwood, 1988 | Papoea-Nieuw-Guinea (Fergusson)           |                    |
| Tropidonophis dahlii           | Werner, 1899              | Indonesië, Papoea-Nieuw-Guinea            |                    |
| Tropidonophis dendrophiops     | Günther, 1883             | Filipijnen                                |                    |
| Tropidonophis dolasii          | Kraus & Allison, 2004     | Papoea-Nieuw-Guinea                       |                    |
| Tropidonophis doriae           | Boulenger, 1897           | Papoea-Nieuw-Guinea, Indonesië            |                    |
| Tropidonophis elongatus        | Jan, 1865                 | Indonesië                                 |                    |
| Tropidonophis halmahericus     | Boettger, 1895            | Indonesië                                 | Niet geëvalueerd   |
| Tropidonophis hypomelas        | Günther, 1877             | Papoea-Nieuw-Guinea                       |                    |
| Tropidonophis mairii           | Gray, 1841                | Australië, Papoea-Nieuw-Guinea, Indonesië |                    |
| Tropidonophis mcdowelli        | Malnate & Underwood, 1988 | Papoea-Nieuw-Guinea, Indonesië            |                    |
| Tropidonophis montanus         | Lidth de Jeude, 1911      | Indonesië                                 |                    |
| Tropidonophis multiscutellatus | Brongersma, 1948          | Papoea-Nieuw-Guinea, Indonesië            |                    |
| Tropidonophis negrosensis      | Taylor, 1917              | Indonesië                                 |                    |
| Tropidonophis novaeguineae     | Lidth de Jeude, 1911      | Filipijnen                                |                    |
| Tropidonophis parkeri          | Malnate & Underwood, 1988 | Papoea-Nieuw-Guinea                       |                    |
| Tropidonophis picturatus       | Schlegel, 1837            | Indonesië                                 |                    |
| Tropidonophis punctiventris    | Boettger, 1895            | Indonesië                                 |                    |
| Tropidonophis statisticus      | Malnate & Underwood, 1988 | Nieuw-Guinea, Indonesië                   |                    |
| Tropidonophis truncatus        | Peters, 1863              | Indonesië                                 | Niet geëvalueerd   |